# Гончарка (Кирилловский район)
Гончарка — деревня в Кирилловском районе Вологодской области.
Входит в состав Алёшинского сельского поселения, с точки зрения административно-территориального деления — в Ивановоборский сельсовет.
Расстояние до районного центра Кириллова по автодороге — 30 км, до центра муниципального образования Шиндалово по прямой — 9 км. Ближайшие населённые пункты — Нечаево, Гвоздево, Глухарево.
По переписи 2002 года население — 6 человек.
В 1906 году здесь родился Михаил Евгеньевич Березин - советский конструктор-оружейник, создатель 12,7-мм авиационного пулемёта и Б-20 — советской авиационной малокалиберной автоматической пушки калибра 20 мм